# Cantone di Case-Pilote-Bellefontaine
Il cantone di Case-Pilote-Bellefontaine è una divisione amministrativa situato nel dipartimento e regione della Martinica.

## Comuni
- Case-Pilote
- Bellefontaine